# Liste der Formel-1-Rennwagen von Osella
Die Liste der Formel-1-Rennwagen von Osella führt die von Osella konstruierten Rennwagen auf, die von 1980 bis 1990 in der Formel-1-Weltmeisterschaft eingesetzt wurden.

## Hintergrund

Logo Osella Corse

Der Turiner Rennfahrer und Rennwagenhändler Enzo Osella übernahm 1971 die Motorsportabteilung von Carlo Abarth und führte sie unter eigenem Namen weiter. Seit dieser Zeit konstruiert und baut Osella in erster Linie Sportprototypen, die europaweit bei Bergrennen eingesetzt werden. 1979 entstand zudem ein Formel-2-Fahrzeug, das Osella mit einem Werksteam erfolgreich in der Formel-2-Europameisterschaft einsetzte. Auf Wunsch des Hauptsponsors wurde auf dieser Basis für die Saison 1980 ein Formel-1-Projekt mit einem einzelnen Auto aufgelegt. Die Ausweitung auf zwei Fahrzeuge im Folgejahr überforderte das Team wirtschaftlich und strukturell. Während des gesamten, bis 1990 dauernden Formel-1-Engagements war das Team in teilweise starken finanziellen Problemen. Sie verhinderten die Konstruktion konkurrenzfähiger Autos.
Generell sind drei Modellfamilien zu unterscheiden:
- Die von 1980 bis 1983 eingesetzten Modelle FA1 bis FA1E waren jeweils Abwandlungen der Grundkonstruktion von 1980, die ihrerseits auf Osellas Formel-2-Fahrzeug von 1979 zurückging.
- Von 1984 bis 1988 entstand die zweite Generation der Osella-Fahrzeuge (Modelle FA1F bis FA1L), die jeweils auf einer Alfa-Romeo-Konstruktion von 1983 beruhten und Nachbauten bzw. Abwandlungen des von Gérard Ducarouge entworfenen Alfa Romeo 183T waren. Ihre Entwicklung oblag Ingenieuren, die vornehmlich in Osellas Sportwagenprogramm arbeiteten. Die Autos nutzten bis 1988 die veralteten Turbomotoren Tipo 890T von Alfa Romeo, die unzuverlässig waren und sehr viel Benzin verbrauchten. Abgesehen vom Debütjahr 1984 erzielte Osella mit seinen Turbo-Autos keine Weltmeisterschaftspunkte.
- Mit Beginn der neuen Saugmotorära 1989 debütierte in Form des FA1M-89 Osellas dritte Fahrzeuggeneration, deren Entwicklung der langjährige Sponsor Fondmetal finanzierte.

Nach Abschluss der Saison 1989 übernahm Fondmetal das Osella-Team mehrheitlich. Für die Saison 1991 wurde es komplett an Fondmetal verkauft; der Rennstall erschien daraufhin zwei Jahre lang unter der Bezeichnung Fondmetal Corse, nutzte anfänglich aber noch die von Osella konstruierten Autos.

## Erläuterungen zur Liste
- Die Spalte „Fahrzeug“ enthält die Bezeichnung, unter der die jeweilige Konstruktion gemeldet wurde.
- Die Spalte „Saison“ gibt das Jahr oder die Jahre an, in dem oder denen das betreffende Fahrzeug zu einem Lauf zur Formel-1-Weltmeisterschaft eingesetzt worden ist.
- Die Spalte „Motor“ bezeichnet den Hersteller und den Typ des in dem jeweiligen Chassis eingesetzten Motors.
- In der Spalte „Antriebsart“ wird zwischen Saugmotor (S) und Turbomotor (T) differenziert.
- Die Spalte „Designer“ benennt den Ingenieur, der für die Konstruktion des Fahrzeugs verantwortlich war.
- Die Spalte „Fahrer“ benennt die Rennfahrer, die mit dem jeweiligen Chassis gemeldet wurden. Wenn ein Chassis über mehrere Jahre verwendet wurde, ein Fahrer aber nur in einem Jahr mit dem Auto an den Start ging, so ist das Einsatzjahr des jeweiligen Fahrers mit einem Klammerzusatz gekennzeichnet.
- Die Spalte „Weltmeisterschaftspunkte“ führt die Punkte auf, die das Osella-Werksteam saisonübergreifend mit dem jeweiligen Chassis erzielt hat.

## Liste
| Bild | Fahrzeug       | Saison         | Motor               | Antriebs- art | Designer                        | Fahrer | WM-Punkte | Anmerkungen |
| ---- | -------------- | -------------- | ------------------- | ------------- | ------------------------------- | --- | --------- | --- |
|      | Osella FA1     | 1980           | Cosworth DFV V8     | S             | Giorgio Stirano                 | Eddie Cheever | 0         | Zwei Chassis gebaut |
|      | Osella FA1B    | 1980 1981      | Cosworth DFV V8     | S             | Giorgio Valentini Enzo Osella   | Eddie Cheever (1980) Miguel Ángel Guerra (1981) Piercarlo Ghinzani (1981) Beppe Gabbiani (1981) Giorgio Francia (1981) Jean-Pierre Jarier (1981) | 0         | Vier Chassis gebaut, drei eingesetzt |
|      | Osella FA1C    | 1981 1982      | Cosworth DFV V8     | S             | Hervé Guiplin                   | Jean-Pierre Jarier (1981, 1982) Riccardo Paletti (1982)                                                                                          | 3         | Vier Chassis gebaut. Riccardo Paletti verunglückte im FA1C in Kanada tödlich. |
|      | Osella FA1D    | 1983           | Cosworth DFV V8     | S             | Tony Southgate                  | Piercarlo Ghinzani Corrado Fabi | 0         | Flachboden-Version des FA1C. Zwei Chassis mit unterschiedlich langen Seitenkästen gebaut.                                                                                          |
|      | Osella FA1E    | 1983 1984      | Alfa Romeo 1260 V12 | S             | Tony Southgate                  | Piercarlo Ghinzani (1983) Corrado Fabi (1983) Jo Gartner (1984)                                                                                  | 0         | Dem Alfa-Romeo-Motor angepasste Version des FA1D. Drei Chassis gebaut, Chassis FA1E/01 eines war ein umgebauter FA1D/04, die Chassis FA1E/02 und FA1E/03 waren neu aufgebaut.      |
|      | Osella FA1F    | 1984 1985 1986 | Alfa Romeo 890T V8  | T             | Gérard Ducarouge Enzo Osella    | Piercarlo Ghinzani (1984, 1985) Jo Gartner (1984) Christian Danner (1986) Allen Berg (1986) Alex Caffi (1986)                                    | 2         | Konzeptionell vom Alfa Romeo 183T abgeleitet. Chassis FA1F/01 war identisch mit dem Chassis Alfa Romeo 183T/05, die Chassis FA1F/02, 03 und 04 waren eigene Nachbauten von Osella. |
|      | Osella FA1G    | 1985 1986 1987 | Alfa Romeo 890T V8  | T             | Giuseppe Petrotta               | Piercarlo Ghinzani (1985, 1986) Huub Rothengatter (1985) Allen Berg (1986) Gabriele Tarquini (1987) Franco Forini (1987)                         | 0         | Zwei Exemplare. FA1G/01 war identisch mit FA1F/04; FA1G/02 war neu aufgebaut. |
|      | Osella FA1H    | 1986           | Alfa Romeo 890T V8  | T             | Giuseppe Petrotta               | Piercarlo Ghinzani Allen Berg | 0         | Einzelstück, zweimal eingesetzt. |
|      | Osella FA1I    | 1987 1988      | Alfa Romeo 890T V8  | T             | Ignazio Lunetta                 | Alex Caffi (1987) Nicola Larini (1988) | 0         | Zwei Chassis gebaut |
|      | Osella FA1L    | 1988           | Osella V8           | T             | Ignazio Lunetta                 | Nicola Larini | 0         | Zwei Chassis gebaut |
|      | Osella FA1M-89 | 1989 1990      | Cosworth DFZ V8     | S             | Antonio Tomaini Ignazio Lunetta | Nicola Larini (1989) Piercarlo Ghinzani Olivier Grouillard (1990)                                                                                | 0         | Sechs Chassis gebaut |
|      | Osella FA1ME   | 1990           | Cosworth DFZ V8     | S             | Antonio Tomaini Ignazio Lunetta | Olivier Grouillard | 0         | Weiterentwicklung des FA1M-89. Zwei Chassis gebaut. Beide Wagen 1991 als Fondmetal FA1ME eingesetzt.                                                                               |